# دان ما بيل
داخل فقاعتي ولفظ الاسم بالفرنسية: دان ما بيل (بالفرنسية: Dans ma bulle)‏ هو الألبوم الثالث لديامس، وتم إصداره في فبراير 2006.

## قائمة أغاني الألبوم
1. مقدمة - Introduction
2. لا بوليت - La Boulette
3. فرنسا بالنسبة لي - Ma France à moi
4. ورقة بيضاء - Feuille blanche
5. امرأة شابة - Jeune Demoiselle
6. لأنك تحمل اسمي - Car tu porte mon nom
7. مارين - Marine
8. داخل فقاعتي - Dans ma bulle
9. بالحب - Par amour
10. بيغ أوب - Big up
11. اعترافات ليلية - Confessions nocturnes
12. لقد عدت - Me revoilà
13. السبب والنتيجة - Cause à effet
14. ضاحية صغيرة - Petite banliesarde
15. ستة أشهر داخل فقاعتي (دي في دي) - (Six mois Dans ma bulle (DVD

## الترتيب
| الترتيب (2006) | أفضل مركز |
| -------------- | --------- |
| فرنسا (SNEP)   | 1         |

## الشهادة
| المنطقة                                                          | شهادة | الوحدات المصدقة/مبيعات |
| ---------------------------------------------------------------- | ----- | ---------------------- |
| فرنسا (SNEP)                                                     | الماس | 750٬000                |
| *المبيعات بناء على الشهادة وحدها ^الشحنات بناء على الشهادة وحدها |       |                        |